# Kottendorf (Solingen)
Kottendorf ist eine Ortslage im Stadtteil Ohligs der bergischen Großstadt Solingen. Am Kottendorf lag die Produktionsstätte Ohligs der Solinger Brauerei Beckmann, bevor der Brauereibetrieb 1989 eingestellt wurde. Zwischen 1992 und 2018 befand sich in den ehemaligen Brauereigebäuden die Diskothek Getaway.

## Lage und Beschreibung
Der Ort liegt an der unteren Kottendorfer Straße nahe der Bahnstrecke Düsseldorf–Solingen, die dort nach Verlassen des Solinger Hauptbahnhofes von der Bahnstrecke Haan-Gruiten–Köln-Deutz in westliche Richtung abzweigt. Neben einzelnen Wohnhäusern an der Kottendorfer Straße befinden sich dort heute das Autohaus Schönauen und gegenüber das ehemalige Gelände der Brauerei. Kottendorf liegt in leichter Höhenlage oberhalb des südlich fließenden Lochbachs.
Benachbarte Orte sind bzw. waren (von Nord nach West): Keusenhof, Maubes, Wilzhaus, Schnittert, Schleifersberg, Engelsberg, Kullen, Rennpatt, Heiligenstock, Scheid, Ohligs, Neuenhaus, Broßhaus und die Broßhauser Mühle.

## Etymologie
Der ursprüngliche Hofschaftsname lautete Kortendorp. Dieser ist wahrscheinlich auf die Familiennamen Korte oder Korten zurückzuführen (kort = kurz).

## Geschichte
Die Geschichte der einstigen Hofschaft lässt sich bis in das 18. Jahrhundert zurückverfolgen. Im Jahre 1715 ist der Ort in der Karte Topographia Ducatus Montani, Blatt Amt Solingen, von Erich Philipp Ploennies mit einer Hofstelle verzeichnet und als Kortendorp benannt. Der Ort gehörte zur Honschaft Schnittert innerhalb des Amtes Solingen. Die Topographische Aufnahme der Rheinlande von 1824 verzeichnet den Ort nur unbenannt, die Preußische Uraufnahme von 1844 zusammen mit dem angrenzenden Ort Keusenhof als Keusenhof. In der Topographischen Karte des Regierungsbezirks Düsseldorf von 1871 ist der Ort hingegen nicht, in der Karte vom Kreise Solingen aus dem Jahr 1875 des Solinger Landmessers C. Larsch als Kottendorf verzeichnet.
Das weitläufige, zumeist landwirtschaftlich genutzte Gebiet rund um Kottendorf war seit Mitte des 19. Jahrhunderts zweimal Dreh- und Angelpunkt des Eisenbahnbaus. Die Bahnstrecke Gruiten–Köln-Deutz wurde von 1864 bis 1867 auf einem Damm durch das Ittertal im Westen von Kottendorf errichtet. Bei der Hofschaft Hüttenhaus entstand der Bahnhof Ohligs-Wald, der spätere Bahnhof (Solingen-)Ohligs und heutige Solinger Hauptbahnhof. Die Bahnstrecke Düsseldorf–Ohligs wurde auf dem Abschnitt von Hilden bis Ohligs im Jahre 1894 fertiggestellt, bei Kottendorf zweigt sie von der anderen Bahnstrecke ab. Sie diente seit 1979/80 ausschließlich dem S-Bahn-Verkehr, wird seit Dezember 2022 aber auch vom Düssel-Wupper-Express befahren.
Nach Gründung der Mairien und späteren Bürgermeistereien Anfang des 19. Jahrhunderts gehörte Kottendorf zur Bürgermeisterei Merscheid, die 1856 zur Stadt erhoben und im Jahre 1891 in Ohligs umbenannt wurde. 
1815/16 lebten 28, im Jahr 1830 31 Menschen im als Weiler bezeichneten Wohnplatz. 1832 war der Ort weiterhin Teil der Honschaft Schnittert innerhalb der Bürgermeisterei Merscheid, dort lag er in der Flur III. Ohligs. Der nach der Statistik und Topographie des Regierungsbezirks Düsseldorf als Hofstadt kategorisierte Ort besaß zu dieser Zeit sechs Wohnhäuser und vier landwirtschaftliche Gebäude mit 47 Einwohnern, davon zwölf katholischen und 35 evangelischen Bekenntnisses. Die Gemeinde- und Gutbezirksstatistik der Rheinprovinz führt den Ort 1871 mit elf Wohnhäusern und 66 Einwohnern auf.

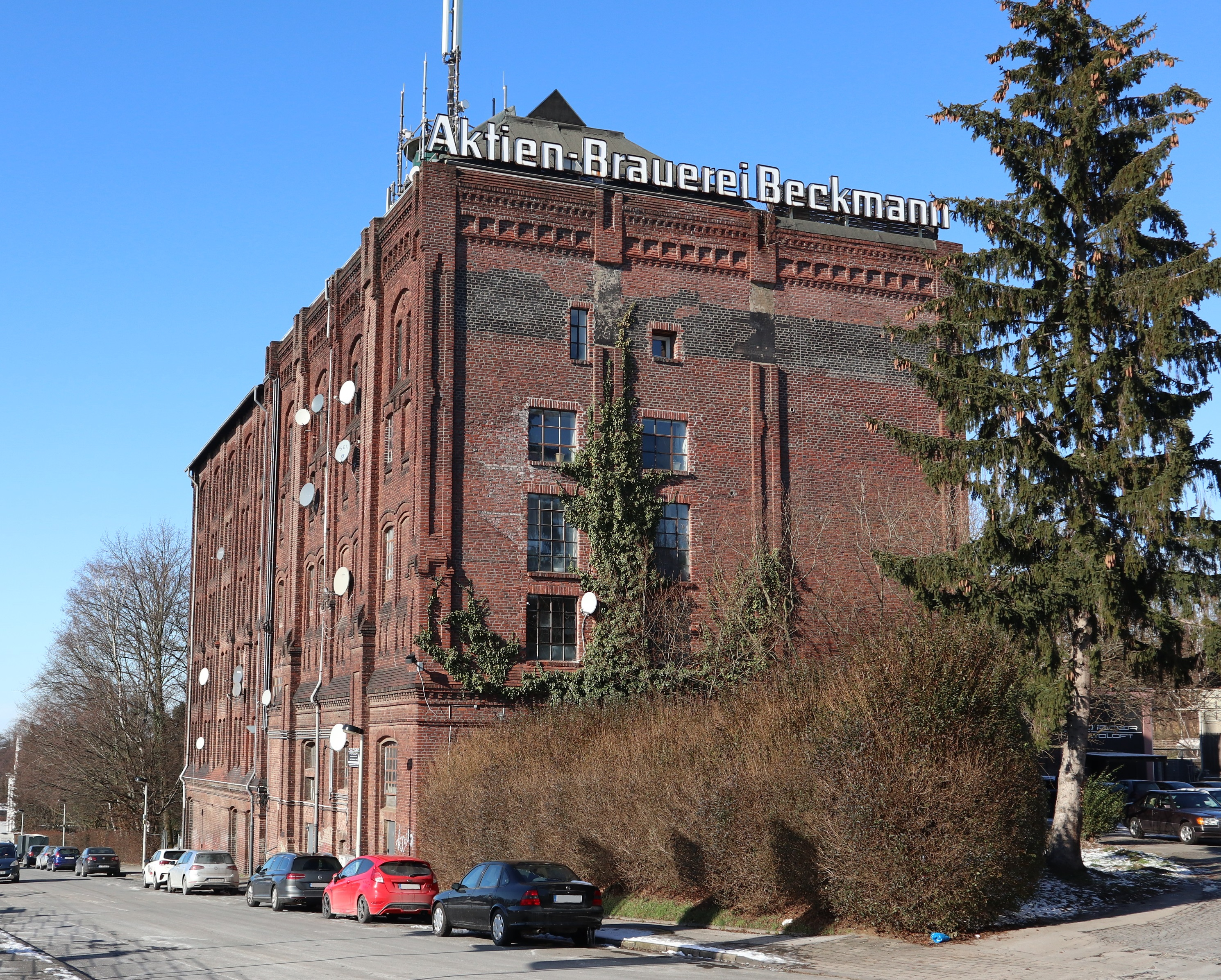
Ehemalige Brauerei Beckmann

Im Jahre 1899 eröffnete die Solinger Brauerei Carl Beckmann einen Standort am Kottendorf in der Stadt Ohligs. Dort wurde die Ohligser Aktienbrauerei gegründet, die unter anderem das Ohligser Pilsener (OP) produzierte. Der Brauereibetrieb wurde in Ohligs 1989 eingestellt. Teile des Gebäudekomplexes wurden in Loftwohnungen umfunktioniert, in die Kellerräume des Hauptgebäudes zog 1992 die Diskothek Getaway ein, die zuvor seit 1979 in Glüder ansässig war. Das Getaway (kurz Get genannt) wurde im Februar 2018 endgültig geschlossen.
Mit der Städtevereinigung zu Groß-Solingen im Jahre 1929 wurde Kottendorf ein Ortsteil Solingens. Ende der 1980er Jahre wurde von Broßhaus bis Rennpatt die Obere Hildener Straße gebaut und dadurch die Kottendorfer Straße vom Durchgangsverkehr in Richtung Wald befreit. Die Unterführung am Caspersbroicher Weg wurde später zurückgebaut und ist nur noch für Fußgänger nutzbar. Der Verkehr von und nach Hilden fließt seither an Rennpatt vorbei über Kullen über teils vierstreifig ausgebaute Straßen. Von den an der Kottendorfer Straße noch bestehenden bergischen Fachwerkhäusern steht seit 1986 das Doppelhaus Kottendorfer Straße 29, 31 unter Denkmalschutz.